# Brachypogon insulicola
Brachypogon insulicola är en tvåvingeart som först beskrevs av Tokunaga 1959.  Brachypogon insulicola ingår i släktet Brachypogon och familjen svidknott. Inga underarter finns listade i Catalogue of Life.